# Seiya Kobayashi
Seiya Kobayashi, född 11 augusti 2001 i Nagano, är en japansk rodelåkare.

## Karriär
Kobayashi tävlade för Japan vid olympiska vinterspelen 2022 i Peking, där han slutade på 32:a plats i herrarnas singel.